# Fritz Bachmann (Fußballspieler)
Fritz Bachmann (* 20. Januar 1921) war in der DDR Fußballspieler und Fußballtrainer. Als Trainer wurde er mit dem SC Dynamo Berlin DDR-Pokalsieger.
Bachmann wurde nach dem Zweiten Weltkrieg Angehöriger der ostdeutschen Volkspolizei und spielte zunächst bei der Polizeisportgemeinschaft „Volkspolizei Weimar“. Mit ihr wurde er 1951 Thüringer Fußballmeister und spielte ab Sommer 1951 in der zweitklassigen DDR-Liga. Im Frühjahr 1953 wurde die Sportgemeinschaft nach Erfurt verlegt, dort beendete Bachmann auch seine Laufbahn als aktiver Fußballspieler.
Seine Trainerlaufbahn begann Bachmann 1955 zunächst bei der zentralen Polizei-Sportvereinigung Dynamo. 1957 wurde er für zwei Jahre Assistenztrainer von István Orczifalvi beim Spitzenklub der SV Dynamo, dem SC Dynamo Berlin. Dieser war gerade aus der DDR-Oberliga in die Zweitklassigkeit abgestiegen, erreichte aber unter Bachmanns Mitwirkung den sofortigen Wiederaufstieg. Zu Beginn der Saison 1959 übernahm Bachmann die alleinige Verantwortung für die Dynamomannschaft, die er zu ihrer bisher besten Platzierung auf Rang drei und in das Pokalendspiel führte. Das Pokalfinale gewannen die Berliner im Wiederholungsspiel mit 3:2 über den SC Wismut Karl-Marx-Stadt. Nach enttäuschendem Start in die Saison 1960 wurde Bachmann noch im Laufe der Spielzeit durch János Gyarmati abgelöst.
Bachmann wurde 1961 zum DDR-Ligisten Dynamo Hohenschönhausen versetzt, wo er später zeitweise nur als Trainer der 2. Mannschaft tätig war. 1966 wurde Dynamo Hohenschönhausen als 2. Mannschaft in den neu gegründeten Berliner FC Dynamo (BFC), dem Nachfolgeklub der Fußballsektion des SC Dynamo, eingegliedert, sodass Bachmann zu seinen Berliner Ausgangsstation zurückkehrte. BFC II spielte zunächst in der drittklassigen Bezirksliga, unter Bachmanns Leitung wurde 1968 der Aufstieg in die DDR-Liga geschafft.
Zwischen 1971 und 1972 rückte Bachmann noch einmal zum Assistenztrainer der 1. BFC-Mannschaft unter Hans Geitel auf. Mit ihm zusammen betreute er am 2. Juni 1971 den BFC im DDR-Pokalendspiel, das die Berliner allerdings mit 1:2 gegen den Dynamo-Konkurrenten aus Dresden verloren.